# Ајслип Терас (Њујорк)
Ајслип Терас (енгл. Islip Terrace) насељено је место без административног статуса у америчкој савезној држави Њујорк.

## Демографија
По попису из 2010. године број становника је 5.389, што је 252 (-4,5%) становника мање него 2000. године.
| Група             | 2000.         | 2010.         |
| Белци             | 5.127 (90,9%) | 4.627 (85,9%) |
| Афроамериканци    | 28 (0,5%)     | 100 (1,9%)    |
| Азијати           | 84 (1,5%)     | 124 (2,3%)    |
| Хиспаноамериканци | 373 (6,6%)    | 478 (8,9%)    |
| Укупно            | 5.641         | 5.389         |